# Анурова, Антонина Яковлевна
Антонина Яковлевна Анурова (6 мая 1918, д. Сидоровка, Рязанская губерния — 26 февраля 2002, Рязань) — токарь завода «Рязсельмаш», Герой Социалистического Труда.

## Биография
Родилась 6 мая 1918 года в деревне Сидоровка Рязанской губернии в крестьянской семье, русская.
После окончания школы работала в местном колхозе звеньевой овощеводческой бригады. Позднее уехала в город Рязань, вышла замуж.
Весной 1943 года из эвакуации из города Невьянска Свердловской области вернулся завод «Рязсельмаш». Антонина Яковлевна пошла работать на предприятие, заменив у станка ушедшего на фронт мужа (муж с войны не вернулся, погиб на поле боя от потери крови, защищая город Выборг в 1944 году). Сначала учеником токаря, затем токарем-расточником. Выполняла операции по проточке корпусов мин. Работала по 12 часов, порой ночуя в цехе, перевыполняя плановые задания.
После окончания войны осталась работать на заводе, отдав родному предприятию 34 года. В 1950-е годы освоила новые станки, стала высокопрофессиональным токарем-многостаночником. Как правило на долю Антонины Ануровой доставались самые тяжелые и сложные детали, которые никто из токарей не мог их качественно проточить.
Ближе к пенсии стала токарем-наладчиком, а ещё позднее — токарем-наставником. Подготовила не один десяток будущих мастеров своей профессии.
Активно участвовала в общественной жизни. Регулярно избиралась членом заводского комитета. А с 1957 года — депутатом городского и областного Советов народных депутатов. Член КПСС. Была в числе делегатов XIII съезда профсоюзов и XXIII съезда КПСС.
Указом Президиума Верховного Совета СССР от 7 марта 1960 года в ознаменование 50-летия Международного женского дня, за выдающиеся достижения в труде и особо плодотворную общественную деятельность Ануровой Антонине Яковлевне присвоено звание Героя Социалистического Труда с вручением ордена Ленина и золотой медали «Серп и Молот».
Жила в городе Рязани. Скончалась 26 февраля 2002 года, после тяжёлой болезни. Похоронена на Скорбященском кладбище (Рязань).

## Память
В октябре 2007 года в Рязани на доме, где жила Антонина Яковлевна Анурова (Первомайский проспект, 57), установлена мемориальная доска.

## Награды
- Герой Социалистического Труда (1960);
- орден Ленина (1960);
- малая серебряная медаль ВДНХ;
- почётная медаль Советского Фонда мира;
- Почётный гражданин города Рязани (1987).